# The Peter Pyramid
«The Peter Pyramid» (рус. «Пирамида Питера», ISBN 0-04-440057-8) — книга, опубликованная в 1986 Лоуренсом Питером, автором книги «Принцип Питера» (1969). В этой книге он обращает внимание на повсеместное распространение бюрократии, чиновничества и показывает влияние принципа Питера на отдельно взятого человека.
На реальных примерах Питер показал, каково устройство больших организаций с точки зрения функционирования — с «серой массой» и влиятельными топ-менеджерами. Питер предлагает (с долей юмора) десятки способов упрощения бессмысленных сложных процедур и прекращения ведения процессов, в которых управляющий не заинтересован в результате.

## Содержание
1. Pyramid Power (рус. Сила пирамид)
2. Peter Pyramid (рус. Пирамида Питера)
3. Proliferating Pathology (рус. Патология разрастания)
4. Progressive Processes (рус. Передовые процессы)
5. Pyramid Proficiency (рус. Методы)